# Charqui
Il Charqui o charque (parola di origine quechua indicante gli alimenti seccati al sole) è carne disidratata ottenuta ricoprendo la carne di sale ed esponendola al sole.
Questa tecnica era usata nel passato, prima dell'invenzione del frigorifero, per conservare la carne. Ancora oggi viene usata per conservare la carne per periodi di tempo prolungati.

## Preparazione[3]
Il metodo di preparazione consiste nel tagliare a fette sottili la carne, toglierle il grasso e (fino a dove possibile) il sangue.
Le fette di carne vengono poi appese in luoghi secchi, ventilati e soprattutto molto soleggiati, finché assumono una consistenza simile a quella del cartone o del cuoio. In questa fase è necessario proteggere la carne dall'aggressione di mosche e altri animali con tende o retine.
Terminato il periodo di essiccamento, si mette la carne in forni di terracotta o direttamente all'azione del fuoco per terminare la cottura. In alcune occasioni si può rafforzare l'essiccamento ricorrendo all'affumicatura.
Una volta secca la carne viene conservata in recipienti, sotto strati di sale comune e aggiungendo, a volte, spezie come pepe, peperoni e peperoncino, anch'esse precedentemente seccate. Più raramente gli strati di sale sono sostituiti con miele e propoli.

## Tipi di carne
I tipi di carne utilizzati per il charqui sono di bovino, suino, ovini, lama e altri camelidi come l'alpaca.

## Consumazione
Se la disidratazione è realizzata in zone montagnose come quella dell'altipiano andino, grazie alle caratteristiche climatiche, la carne subisce un processo simile a quello della liofilizzazione e può essere consumata senza altra preparazione; normalmente però si prepara reidratandola, per poi utilizzarla in sughi o formando il ripieno di empanadas, tamales ecc.
Nell'oriente boliviano si consuma fritto, accompagnato con manioca bollita oppure pestata assieme a platano o manioca.

## Curiosità
Secondo la leggenda, nel sud del Cile i militari di Valdivia crearono il piatto chiamato valdiviano stanchi di mangiare sempre il solito charqui tutti i giorni.